# Балканфарма – Дупница
„Балканфарма – Дупница“ АД е българско предприятие за производство на лекарствени продукти със седалище в Дупница, част от израелската група „Тева Таасиот Прамецавтиот“.
Към 2023 година то има обем на продажбите от 314 милиона лева и печалба от 29,5 милиона лева. Към 2022 година е най-големият производител на лекарствени продукти в България и най-голямото предприятие в област Кюстендил.
„Балканфарма – Дупница“ е едно от първите фармацевтични предприятия в България, основано през 1954 година като Галенова фабрика. На 11 септември 1991 година е регистрирано като „Фармация“ АД, а през 1999 година е приватизирано от исландската група „Актавис“, която от своя страна през 2016 година продава бизнеса си с генерични лекарства на „Тева“. Специализира се в производството на лекарства в твърда форма за перорално приложение – таблетки, капсули и форми с удължено освобождаване – над 4 милиарда броя годишно.